# 2003 SS422
2003 SS422 est un objet transneptunien extrême de magnitude absolue 7,2. 
Son diamètre est estimé à environ 140 km.